# 제2군 (이집트)

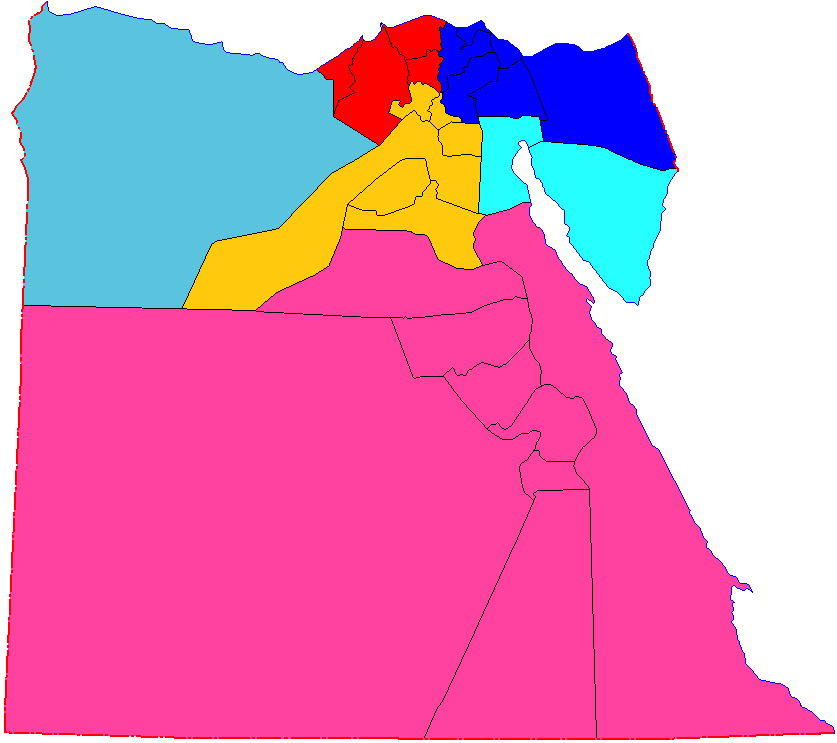

제2군은 이집트 육군의 야전군이다.

## 같이 보기
- 제3군 (이집트)